# 日本福音宣教団
日本福音宣教団(にほんふくいんせんきょうだん)は日本のペンテコステ派の団体である。異言を伴う聖霊のバプテスマを強調する。
1948年にR・ペディゴは重病になるが、神癒により死の床から回復する。そこで、日本宣教のビジョンが与えられ、1950年に訪日した。R・ペディゴ宣教師は広島県を中心に、山口県、愛媛県で伝道して教会を設立した。
ラジオ放送と伝道船により瀬戸内海の島々の伝道を30年間続けた。